# Галанта
Га́ланта (словац. Galanta, нем. Gallandau, венг. Galánta) — город в юго-западной Словакии. Население — около 15 тыс. человек.

## История
Впервые Галанта упоминается в письме короля Белы IV в 1237 году. 
В XVI веке Галанта получает право проведения ярмарок. 
В XVIII веке Галанта бурно развивается как владение княжеского дома Эстерхази. 
В 1850 здесь строится железная дорога, фабрики.

## Население
| Год:                | 1994   | 2004    | 2014    | 2024    |
| ------------------- | ------ | ------- | ------- | ------- |
| Количество человек: | 16 823 | 16 000  | 14 977  | 15 358  |
| Разница:            |        | −4,89 % | −6,39 % | +2,54 % |

## Достопримечательности
- Костёл св. Стефана
- Ренессансный дворец
- Неоготический дворец

## Города-побратимы
- Бечей, Сербия
- Кечкемет, Венгрия
- Липтовски-Микулаш, Словакия
- Микулов, Чехия
- Пакш, Венгрия
- Тоткомлош, Венгрия